# Артемон из Клазомен
Артемон (др.-греч. Ἀρτέμων; V век до н. э. — предп. V век до н. э.) — древнегреческий механик V века до н. э. из Клазомен.
Согласно античной традиции Артемон первым изобрёл осадные орудия, а также предложил использование боевого построения «черепаха». Осадные машины Артемона применял Перикл во время осады Самоса в ходе Самосской войны 440—439 годов до н. э., а сам Артемон находился в лагере и руководил осадными работами. По версии Диодора Сицилийского с помощью этих машин афиняне разрушили городскую стену и захватили город.
Артемона ещё в древности путали с тёзкой, которого высмеял в одном из своих сочинений Анакреонт (570/559 — 485/478 годы до н. э.). В нём Артемон был представлен изнеженным, трусливым и хромым человеком, которого носили слуги, за что тот получил прозвище «Перифорета» (дословно «носимого вокруг»).